# Бартон, Монтегю
Сэр Монтегю Морис Бартон (англ. Sir Montague Maurice Burton, имя при рождении — Моше Давид Осинский; 15 августа 1885, Куркляй — 21 сентября 1952, Лидс) — британский предприниматель российско-еврейского происхождения.

## Биография
Родился в местечке Куркляй Ковенской губернии (Российская Империя, ныне Литва) в 1885 году. Эмигрировал в Великобританию в 1900 году. В 1903 г. основал в Честерфилде магазин готового платья. Приобрёл британское гражданство в 1910 году, сменив имя на «Моррис Бартон» (имя «Монтегю» взял после рождения сыновей). К 1913 году имел 5 магазинов мужской одежды, в 1914 — 14, в 1919 — 36, производство размещалось в Лидсе. Открытая там в 1921 году фабрика была крупнейшей в мире, на ней работали 10000 человек (преимущественно женщин), производивших 30000 костюмов в неделю. Бартон уделял большое внимание благосостоянию работников, которые получали бесплатное лечение зубов и глазных болезней, помощь мануального терапевта и пользовались солярием на фабрике. К 1929 г. Бартон владел 400 магазинами. В 1930 г. отказался от поста лорд-мэра Лидса, в 1931 г. посвящён в рыцари. В 1944 году присвоена почётная докторская степень университета Лидса. В годы Второй мировой войны компания Бартона произвела четверть всей военной формы для британской армии, а после окончания войны — треть костюмов для демобилизованных. В послевоенные годы у каждого пятого британца был костюм фирмы Бартона. Общее число магазинов на пике достигало 600, по числу занятых компания входила в шестёрку крупнейших в стране. Умер в 1952 году, произнося речь. Прах его и жены был перенесён на новое еврейское кладбище Стоунфолл в Харрогите, где они были удостоены чести стать первыми похороненными. Крупный благотворитель, учредил профессорские кафедры в 7 университетах Великобритании и Иерусалима. Последний магазин под маркой «Бартон» закрыт в 2021 г. (действует интернет-магазин).

## Память
Именем Бартона названы студенческое общежитие Университета Лидса, два дома в Лидсе, кафедры профессоров по международным отношениям в Оксфордском университете и Лондонской школе экономики и профессоров по трудовым отношениям в университетах Кембриджа, Кардиффа и Лидса. На бывшем здании главной фабрике Бартона в Лидсе установлена мемориальная табличка. В каждом из новых магазинов Бартона он либо члены его семьи открывали памятную доску.